# Adolf Szelążek

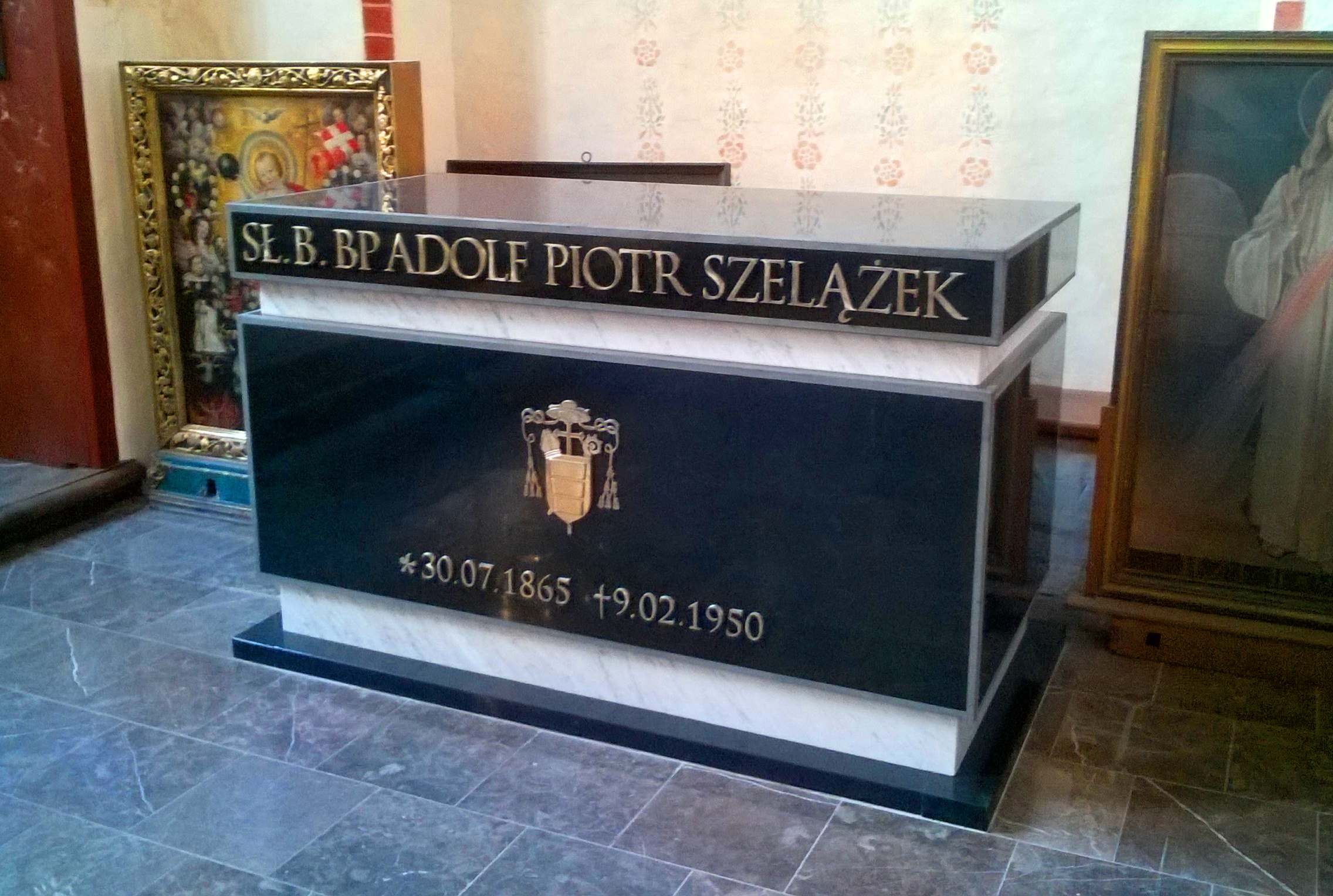
Sarkofag biskupa Adolfa Szelążka w kościele św. Jakuba w Toruniu

Adolf Piotr Szelążek (ur. 1 sierpnia 1865 w Stoczku Łukowskim, zm. 9 lutego 1950 w Zamku Bierzgłowskim) – polski duchowny rzymskokatolicki, biskup pomocniczy płocki w latach 1918–1925, biskup diecezjalny łucki w latach 1926–1950, założyciel Zgromadzenia Sióstr św. Teresy od Dzieciątka Jezus. Sługa Boży Kościoła katolickiego.

## Życiorys
Był synem Stanisława i Eleonory z Dobraczyńskich. Ukończył gimnazjum w Siedlcach i seminarium duchowne w Płocku, studiował w Akademii Duchownej w Petersburgu. Święcenia kapłańskie przyjął w 1888 w Płocku. Był profesorem seminarium duchownego w Płocku (w latach 1893–1918) i Petersburgu. W Płocku pracował także przy konsystorzu. Był członkiem kapituły katedralnej, prezesem Towarzystwa Dobroczynności, rektorem seminarium.
29 lipca 1918 został mianowany biskupem pomocniczym diecezji płockiej i biskupem tytularnym Barki. Sakrę biskupią otrzymał 24 listopada 1918. 14 grudnia 1925 został przeniesiony na stolicę biskupią w Łucku. Ingres do katedry odbył 24 lutego 1926. Został mianowany radcą (konsultorem) rzymskiej Kongregacji ds. Kościołów Wschodnich.
W latach 1918–1924 był radcą w Ministerstwie Wyznań Religijnych i Oświecenia Publicznego, następnie naczelnikiem wydziału katolickiego i dyrektorem ad personam. W 1920 brał udział w konferencji pokojowej w Rydze jako ekspert ds. majątkowych Kościoła katolickiego. W 1925 współpracował przy zawieraniu konkordatu między Stolicą Apostolską i Rzecząpospolitą Polską jako przedstawiciel Episkopatu Polski.
1 sierpnia 1936 założył na terenie diecezji łuckiej Zgromadzenie Sióstr św. Teresy od Dzieciątka Jezus.
Latem 1944 (już po zajęciu Wołynia przez Armię Czerwoną) mianował administratorów apostolskich dla dawnych diecezji kamienieckiej i żytomierskiej, którzy wraz z jeszcze kilkoma kapłanami rozpoczęli pracę duszpasterską, korzystając z kościołów otwartych podczas niemieckiej okupacji Ukrainy sowieckiej. Sytuacja ta nie trwała długo. Już w styczniu 1945 po przesunięciu frontu na Zachód został aresztowany przez NKWD. Oprócz niego aresztowani zostali księża kapituły łuckiej (w tym Władysław Bukowiński) i księża pracujący w Żytomierzu – Bogusław Drzepecki i Stanisław Szczypta. Wszyscy zostali oskarżeni o szpiegostwo na rzecz Watykanu. Szelążek był więziony w Kijowie. Po wojnie w 1946 został deportowany z diecezji w granice Polski, ostatnie lata życia spędził w Zamku Bierzgłowskim k. Torunia.
Pochowany został 13 lutego 1950 w krypcie kościoła św. Jakuba w Toruniu. Uroczystościom pogrzebowym przewodniczył prymas Polski Stefan Wyszyński.
23 stycznia 2018 roku dokonano oficjalnego otwarcia krypty i przeniesienia doczesnych szczątków biskupa do sarkofagu, który ustawiono w jednej z kaplic nawy bocznej tegoż kościoła.

## Proces beatyfikacyjny
Z inicjatywy Zgromadzenia Sióstr św. Teresy od Dzieciątka Jezus przekonanego o świątobliwości jego życia podjęto próbę wyniesienia go na ołtarze. 21 stycznia 2013 Stolica Apostolska wydała tzw. Nihil obstat, czyli zgodę na rozpoczęcie procesu jego beatyfikacji. Proces ten na szczeblu diecezjalnym został rozpoczęty 6 października 2013 przez biskupa toruńskiego Andrzeja Suskiego. Odtąd przysługuje mu tytuł Sługi Bożego. Postulatorką na szczeblu diecezjalnym została siostra Hiacynta Augustynowicz CST. Etap diecezjalny został zakończony 4 września 2016, po czym 27 października tegoż roku akta procesowe przekazano do Kongregacji Spraw Kanonizacyjnych w Rzymie.

## Publikacje
Jest autorem następujących publikacji:
- Adolf Szelążek: Nauki apologetyczne zastosowane do potrzeb i wymagań duchowych intelligencyi. Warszawa: 1901. Brak numerów stron w książce
- Adolf Szelążek: Projekt ustroju Szkoły Rzemiosł w Płocku. Płock: Drukarnia „Kurjera Płockiego” i „Mazura”, 1917. Brak numerów stron w książce
- Adolf Szelążek: Memorjał w sprawie majątków kościelnych w Królestwie Polskim zabranych na mocy ukazów 1864 i 1865 r. Płock: Drukarnia „Kurjera Płockiego” i „Mazura”, 1917. Brak numerów stron w książce
- Adolf Szelążek: Uwagi o zapisywaniu na marginesach metryk kościelnych wzmianki o faktach zgłaszanych przez urzędy świeckie. Łuck: Drukarnia Kurji Biskupiej, 1931. Brak numerów stron w książce
- Adolf Szelążek: O zapisywaniu aktów metrycznych kościelnych dzieci nieślubnych w Polsce. Łuck: Drukarnia Kurji Biskupiej, 1933. Brak numerów stron w książce
- Aleksander Syski (przedm. Adolf Szelążek): Ascetyka katolicka: w krótkich naukach dla osób świeckich. Paryż: Drukarnia Kurji Biskupiej w Łucku, 1933. Brak numerów stron w książce
- Adolf Szelążek: List pasterski ks. Adolfa Szelążka biskupa łuckiego O zwalczaniu niewiary, ogłoszony dn. 2 lutego 1935 r. Łuck: Drukarnia Kurji Biskupiej, 1935. Brak numerów stron w książce
- Adolf Szelążek: List pasterski ks. Adolfa Szelążka biskupa łuckiego Do młodzieży. Łuck: Drukarnia Kurji Biskupiej, 1938. Brak numerów stron w książce
- Adolf Szelążek: Podstawy dotacji duchowieństwa katolickiego w Polsce: w okresie przedkonkordatowym. Toruń: Drukarnia Toruńska nr 4 Spółdzielni Wydawn. „Wiedza”, 1947. Brak numerów stron w książce
- Adolf Szelążek (wyd. Juliusz Janusz): Moralne odrodzenie świata. Mannheim: 1979. Brak numerów stron w książce
- Adolf Szelążek (opracowanie: Hiacynta Augustynowicz CST, Waldemar Rozynkowski): Zapatrzony w Małą Świętą. Kraków: Wydawnictwo Karmelitów Bosych, 2015. ISBN 978-83-7604-342-5. Brak numerów stron w książce
- Adolf Szelążek (opracowanie: Hiacynta Augustynowicz CST, Waldemar Rozynkowski): Ukochani Diecezjanie...: listy pasterskie. Warszawa: Promic, 2016. ISBN 978-83-7502-608-5. Brak numerów stron w książce

## Ordery i odznaczenia
- Wielka Wstęga Orderu Odrodzenia Polski (25 maja 1938)[10]
- Krzyż Komandorski z Gwiazdą Orderu Odrodzenia Polski (7 lipca 1925)[11]
- Krzyż Komandorski Orderu Odrodzenia Polski (2 maja 1923)[12][13]